# Scaptomyza albovittata
Scaptomyza albovittata är en tvåvingeart som först beskrevs av Malloch 1938.  Scaptomyza albovittata ingår i släktet Scaptomyza och familjen daggflugor. Inga underarter finns listade i Catalogue of Life.